# Club der Visionaere

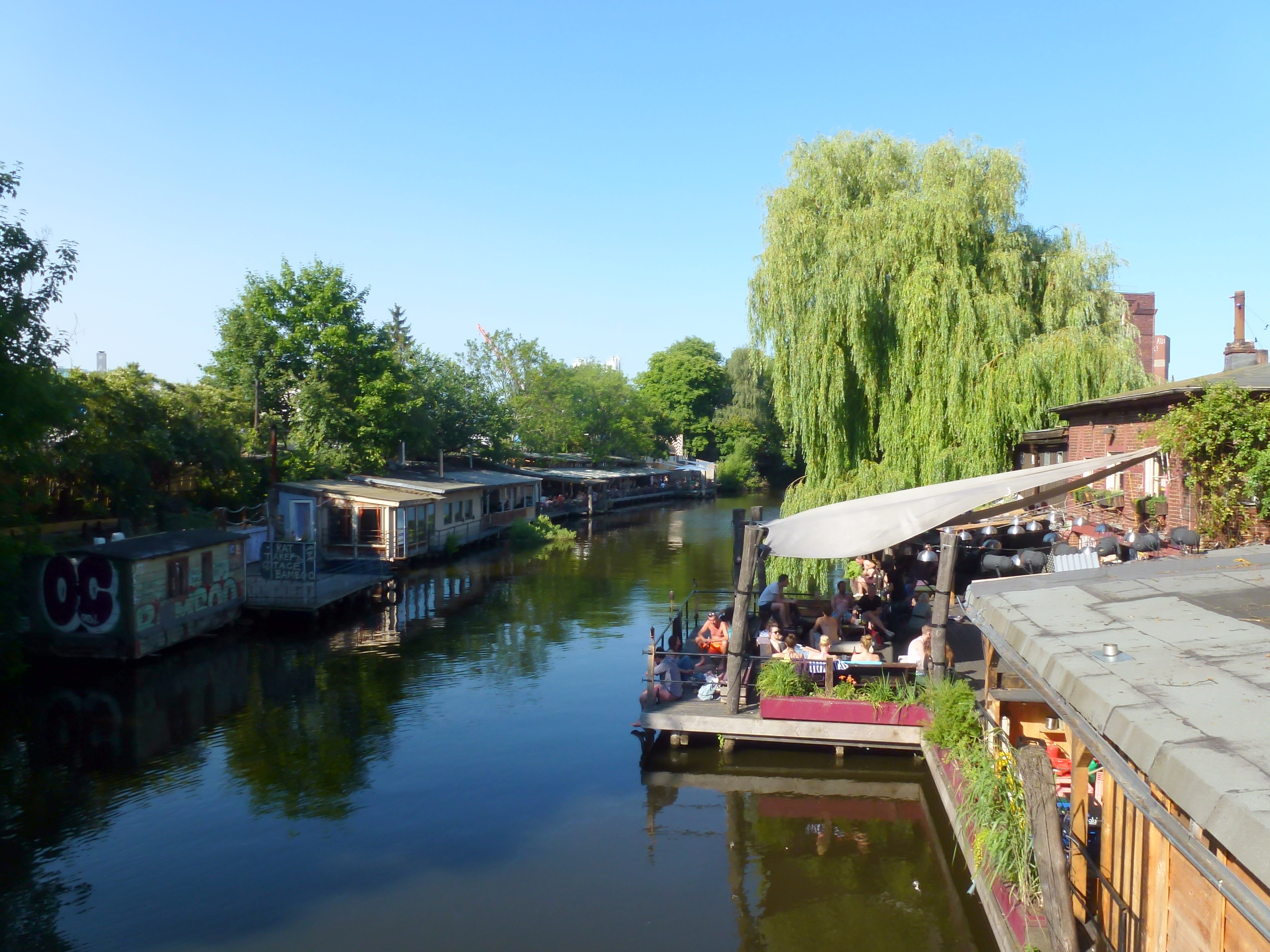
Club der Visionaere im Sommer 2013

Der Club der Visionaere (abgekürzt oft CdV) ist ein Techno-Club in Berlin.

## Geschichte

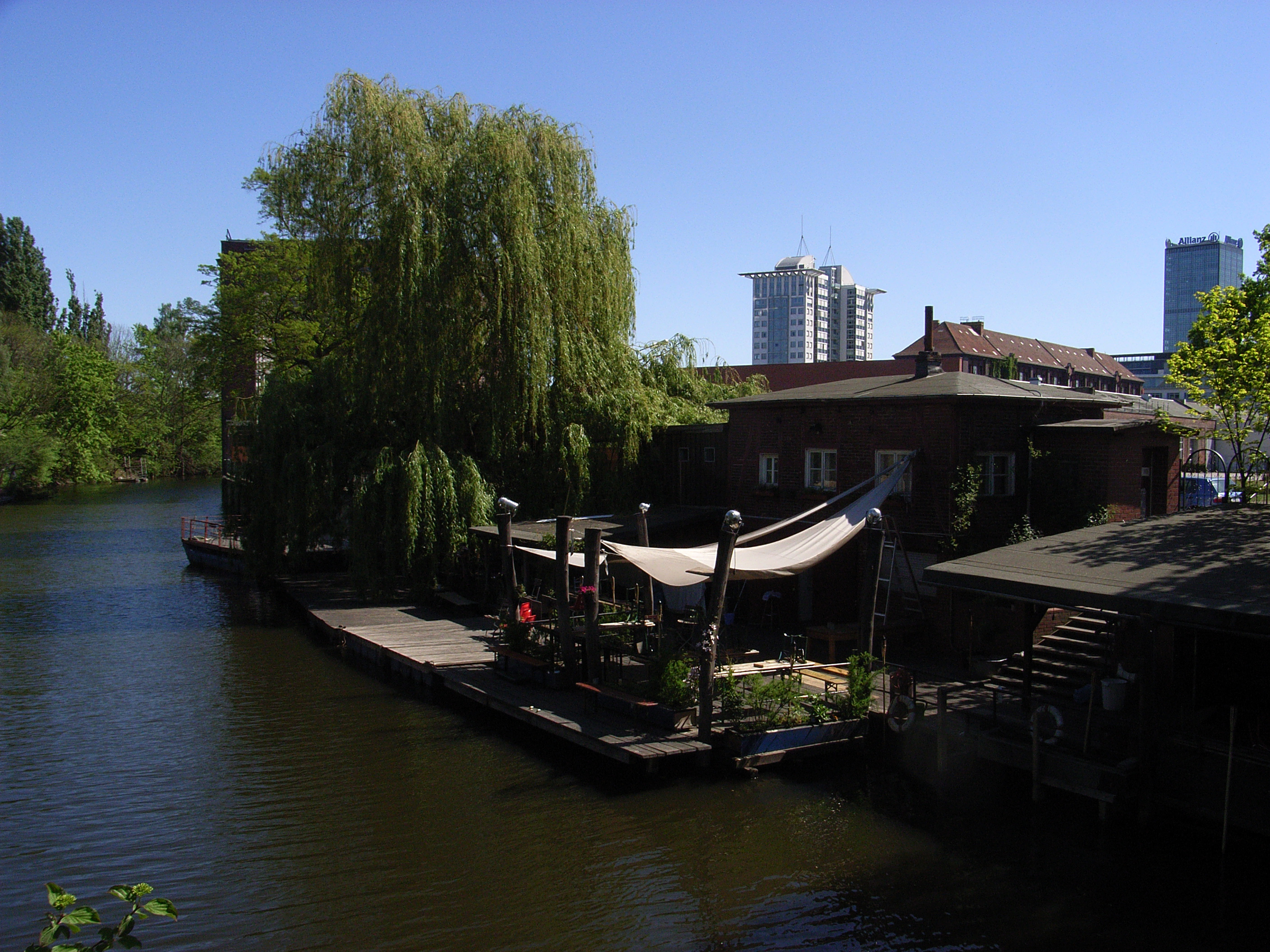
Blick auf den Außenbereich des Clubs der Visionaere im Jahr 2007

Der Club der Visionaere befindet sich an der Grenze der Berliner Ortsteile Alt-Treptow und Kreuzberg, direkt am Flutgraben des Landwehrkanals kurz vor der Einmündung in die Spree. Der genaue Zeitpunkt der Eröffnung ist unbekannt, reicht aber bis mindestens zur Jahrtausendwende zurück. Nach Angaben des Betreibers standen am Anfang private Partys. Die Internet-Domain des Clubs wurde 2002 registriert. 2004 fand eine Party im Rahmen der Modemesse Premium, eines Vorläufers der Berlin Fashion Week, im CdV statt. Die heutige Betreibergesellschaft Fish Club GmbH existiert seit spätestens 2005, seit 2010 existiert eine Seite auf Facebook mit über 100.000 Likes. 2011 beteiligte sich Gregor Krämer, Geschäftsführer der Betriebs-GmbH, an dem Projekt Kater Holzig@Papaya Playa, über das eine breite Medienberichterstattung stattfand.

## Konzept
Im Gegensatz zu vielen anderen Techno-Clubs in Berlin schließt der Club der Visionaere im Winter komplett, dafür ist die Einrichtung während der Saison täglich und schon ab dem Nachmittag geöffnet. Musikalisch dominiert ebenfalls in Abgrenzung zu anderen Clubs Minimal Techno. Bekannte DJs, die in der Vergangenheit aufgelegt haben, sind beispielsweise Richie Hawtin oder Ricardo Villalobos. Es ist nur ein Floor vorhanden, von dem aus auch der teilweise nicht überdachte Außenbereich direkt am Wasser bespielt wird. Ebenfalls in Abgrenzung zu vielen anderen Techno-Clubs erkennt der Unternehmenschef die Bedeutung von sogenannten Partytouristen öffentlich an.

## Rezeption
Der Club findet seit Jahren immer wieder Erwähnung in der nationalen und internationalen Berichterstattung, darunter USA Today. 2009 wurde er im DJ Magazine auf Platz 63 der besten Clubs weltweit platziert. Im Nutzerranking des Internetportals für elektronische Musik Resident Advisor wird der Club als einer der zwölf beliebtesten in Berlin bewertet (Stand: September 2015).

## Brand
Am 15. Juni 2019 kam es zu einem Brand in einem hölzernen Anbau des Clubs. Während der Club laut einer ersten Twittermeldung der Feuerwehr fast vollständig zerstört wurde, widersprachen die Betreiber dieser Darstellung und erklärten, dass nur ein kleiner Teil des Freiluftbereichs betroffen sei. Die Feuerwehr sprach von drei leicht Verletzten, die Polizei hingegen teilte mit, niemand sei verletzt worden. Nach dem Feuer setzte eine Diskussion um den Brandschutz in Diskotheken ein.